# Vulpia unilateralis
Vulpia unilateralis es una especie de planta herbácea perteneciente a la familia de las poáceas. Se distribuye por la región mediterránea hasta el sur de Rusia.

## Descripción
Son plantas con tallos de hasta 35 cm de altura, erectos o ascendentes, más o menos estriados, glabros. Hojas con lígula de 0,1-0,3 mm, truncada, lacerada y a menudo ciliada; limbo de hasta 6 cm de longitud y 0,2-1,5 mm de anchura, setáceo y convoluto, con haz estriado ligeramente pubescente y envés glabro o laxamente peloso. Racimo de 1-9 cm, unilateral o dístico, rara vez con alguna rama corta en la base, más o menos curvado y con eje a menudo flexuoso. Espiguillas de 2,5-7 mm, con 3-7 flores hermafroditas. Glumas más cortas que las flores, glabras o pubescentes; la inferior de 1,6-3 mm, linear-lanceolada, uninervada; la superior de (3-) 3,5-5,5 mm, lanceolada, trinervada, con margen escarioso estrecho. Lema de 3-5 mm, estrechamente lanceolada, con 5 nervios apenas marcados, glabra o pubescente, mucronada o con 1 arista escábrida de 1-6 mm; callo de 0,1-0,2 mm, orbicular, glabro. Pálea de 2,9-4,5 mm, con quillas antrorso-escábridas. Anteras de 0,6-2 mm. Florece de abril a junio.

## Taxonomía
Vulpia unilateralis fue descrita por (L.) Stace y publicado en Botanical Journal of the Linnean Society 76(4): 350. 1978.
Citología
Número de cromosomas de Vulpia unilateralis (Fam. Gramineae) y táxones infraespecíficos:  2n=14
Etimología
El nombre del género fue nombrado en honor del botánico alemán J.S.Vulpius (1760–1840)
unilateralis: epíteto
Sinonimia
- Agropyron hispanicum C.Presl
- Agropyron nardus Chevall.
- Agropyron unilaterale (L.) P.Beauv.
- Brachypodium biunciale (Vill.) Roem. & Schult.
- Brachypodium hispanicum (Rchb.) Rchb.
- Brachypodium montanum (Boiss. & Reut.) Nyman
- Brachypodium psilanthum Link
- Brachypodium tenellum Roem. & Schult.
- Brachypodium tenuiflorum (Schrad.) Roem. & Schult.
- Brachypodium unilaterale (L.) P.Beauv.
- Catapodium montanum (Boiss. & Reut.) Laínz
- Catapodium tenellum var. aristatum (Tausch) Maire
- Catapodium unilaterale (L.) Ledeb.
- Festuca divaricata Sieber ex Steud.
- Festuca festucoides var. aristata (Tausch) Bech.
- Festuca hispanica (Reichard) Kunth
- Festuca krausei Regel
- Festuca lachenalii var. aristata (Tausch) KOCH
- Festuca lolioides Trin. ex Steud.
- Festuca maritima L.
- Festuca maritima var. aristata (KOCH) Briq.
- Festuca montana (Boiss. & Reut.) Steud.
- Festuca poa var. aristata (Tausch) Coss.
- Festuca smithii Kunth
- Festuca tenuiflora Schrad.
- Festuca unilateralis (L.) Schrad.
- Festucaria psilantha (Link) Link
- Micropyrum tenellum f. aristatum (Tausch) Lambinon
- Micropyrum tenellum var. aristatum (Tausch) Pilg.
- Nardurus elegans Drobow
- Nardurus gandogeri Gredilla
- Nardurus krausei (Regel) Krecz. & Bobrov
- Nardurus lachenalii var. aristatus (Tausch) Boiss. ex Merino
- Nardurus maritimus (L.) Murb.
- Nardurus montanus Boiss. & Reut.
- Nardurus tenellus subsp. aristatus (K.Koch) Arcang.
- Nardurus tenuiflorus (Schrad.) Boiss.
- Nardurus unilateralis (L.) Boiss.
- Nardurus woronowii Schischk.
- Triticum biunciale Vill.
- Triticum halleri var. aristatum (Tausch) Döll
- Triticum hispanicum Reichard
- Triticum hispanicum Viv.
- Triticum hispanicum Vill.
- Triticum lolioides var. aristatum Tausch
- Triticum maritimum Viv.
- Triticum unilaterale L.
- Vulpia hispanica Kerguélen
- Vulpia maritima Gray
- Vulpia nardus Dumort.
- Vulpia tenuiflora (Schrad.) Heynh.[5][6]